# Герман фон Розенберг
Герман Карл Бенджамін фон Розенберг (Hermann Karl Benjamin von Rosenberg; 7 квітня 1817 — 15 листопада 1888) — німецький натураліст, картограф і орнітолог. Працював в Нідерландській Ост-Індії (сучасна Індонезія). Опублікував декілька книг та статей, в яких описує географію, зоологію, лінгвістику та етнографію місцевих островів.

## Біографія
Народився 1817 року у місті Дармштадт у сім'ї гессенського полковника Карла Фердинанда фон Розенберга. Наприкінці 1839 року він пішов на військову службу в Гардервейку. Розенберг був завербований до Нідерландської Ост-Індії як військовий геодезист, якому доручено проводити топографічні дослідження. Він провів 30 років, працюючи на території сучасної Індонезії. Між 1840 і 1856 роками він служив на Суматрі та сусідніх островах. Пізніше він приєднався до цивільної адміністрації та працював геодезистом і дослідником на Молуккських островах і в західній частині Нової Гвінеї. У 1871 році він повернувся до Європи.
Розенберг цікавився птахами і в 1860-х роках почав збирати зразки, які він передав Герману Шлегелю в Природничий музей Лейденського університету для вивчення та класифікації. Розенберг назвав деякі підвиди птахів, у тому числі австралійської телюги (Sphecotheres vieilloti) підвид cucullatus .
Розенберг опублікував кілька книг і статей про свою роботу в Ост-Індії. У них він описує географію регіону, фауну, фольклор і мови. Його найвідоміша книга — «Der Malayische Archipel. Land und Leute in Schilderungen, gesammelt während eines dreissigjährigen Aufenthaltes in den Kolonien», у якій він розповідає про знаменитий яванський сад Богор і описує артефакти та звичаї людей Суматри, Сулавесі, Нової Гвінеї та Молуккських островів. Ілюстрації в книзі здебільшого зроблені з дерева і були виконані за оригінальними картинами Розенберга.

## Праці

### Der Malayische Archipel

Ілюстрації до книги Der Malayische Archipel
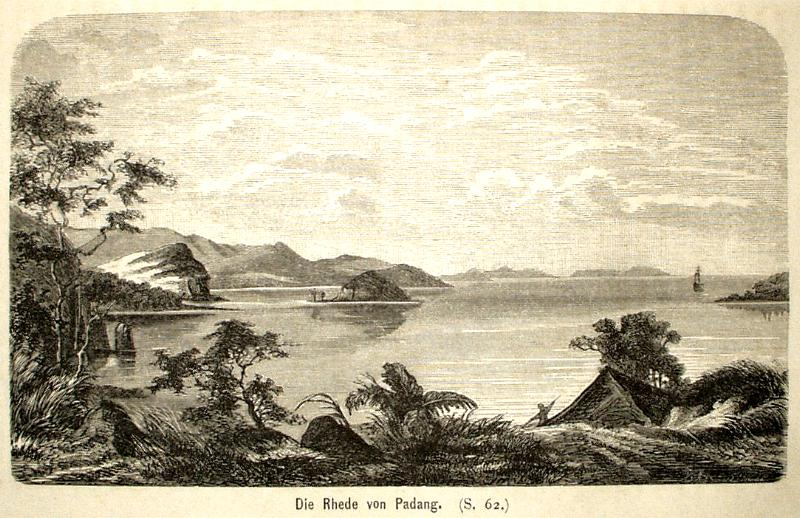
Рейд Паданг на західному узбережжі Суматри
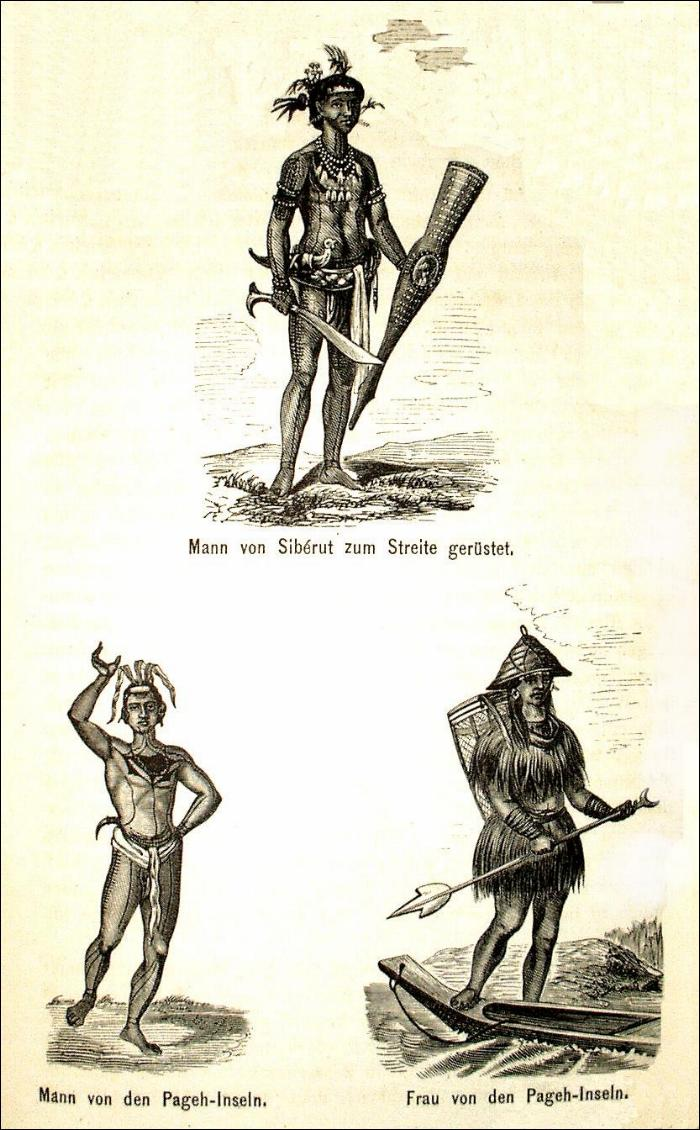
Мешканці острова Сіберут і островів Пагай біля західного узбережжя Суматри
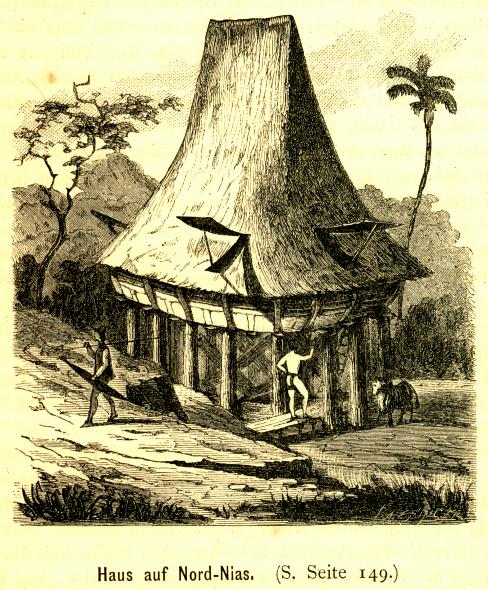
Будинок на півночі острова Ніас біля західного узбережжя Суматри
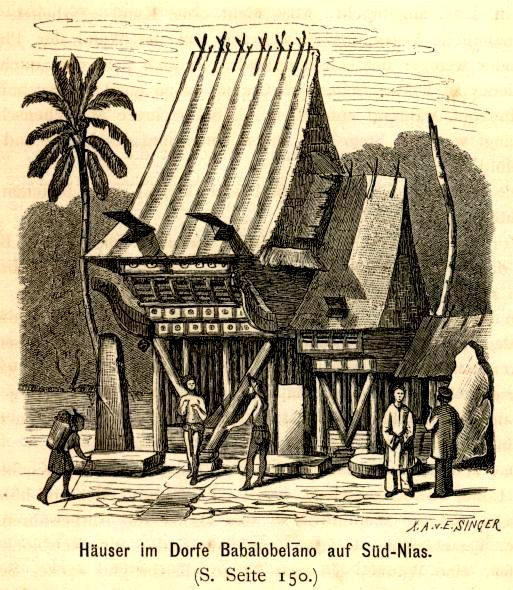
Будинок на півдні острова Ніас біля західного узбережжя Суматри
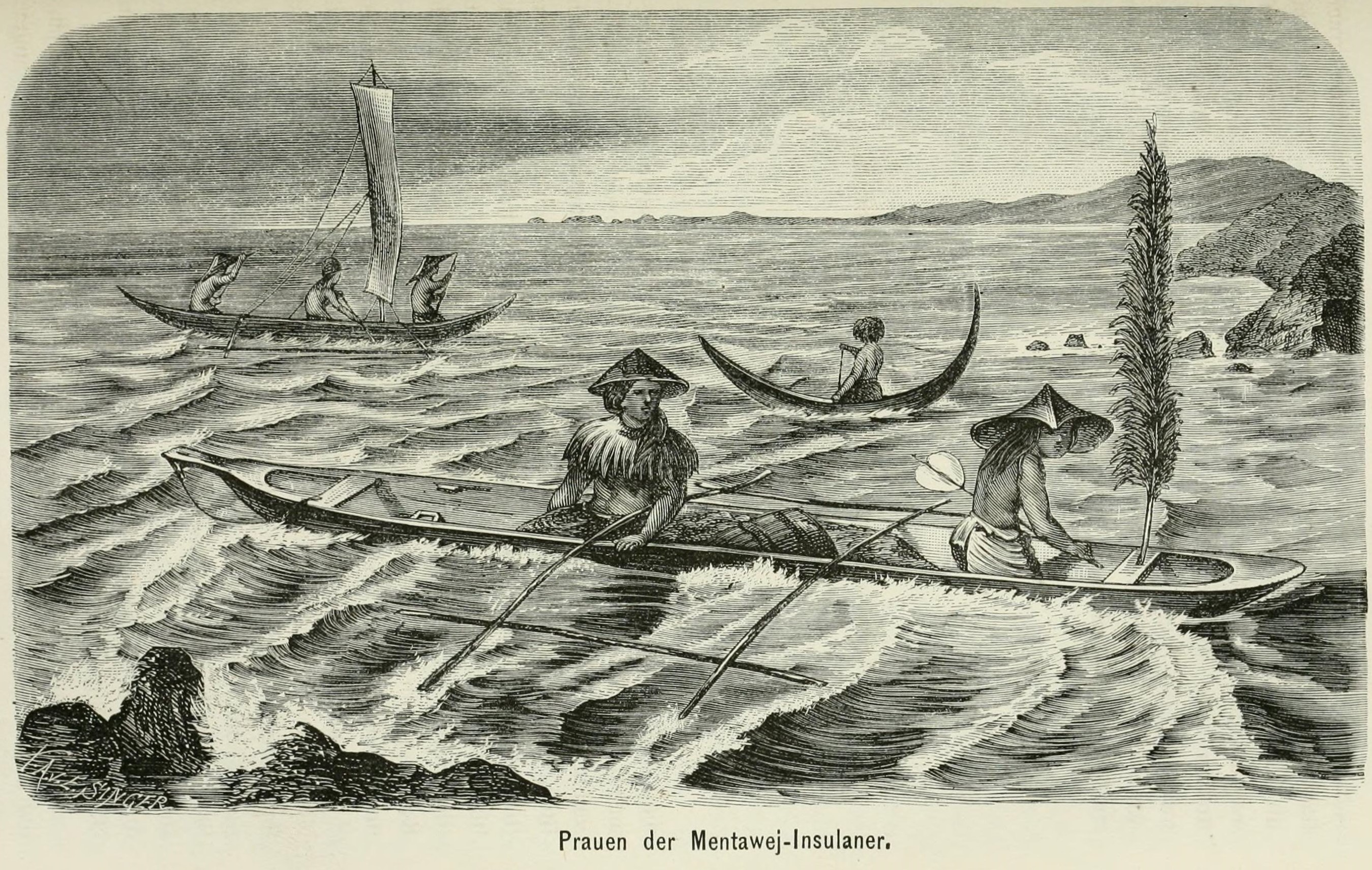
Прау жителів острова Ментавай біля західного узбережжя Суматри
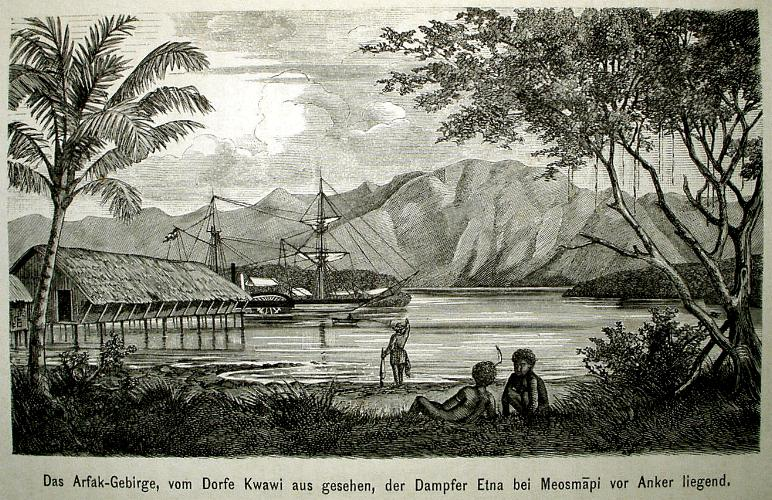
Пароплав Етна перед горами Арфак (Нова Гвінея)

### Reistochten in de Afdeeling Gorontalo

Ілюстрації з книги Reistochten in de Afdeeling Gorontalo
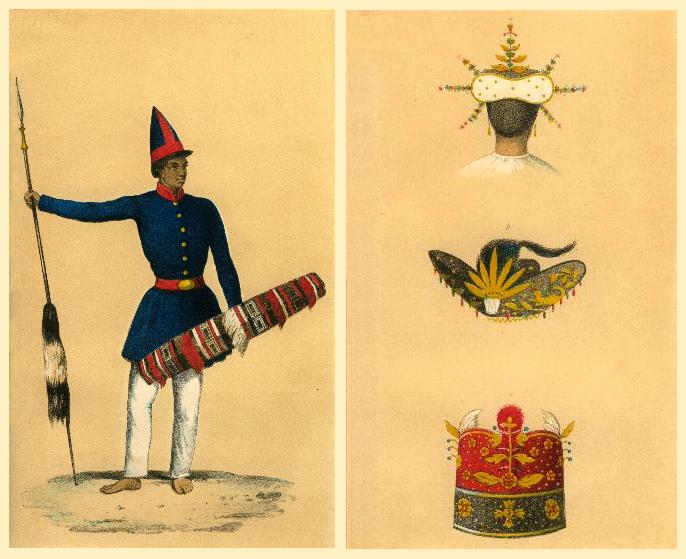
Горонтало (Целебес): офіцер і головний убір
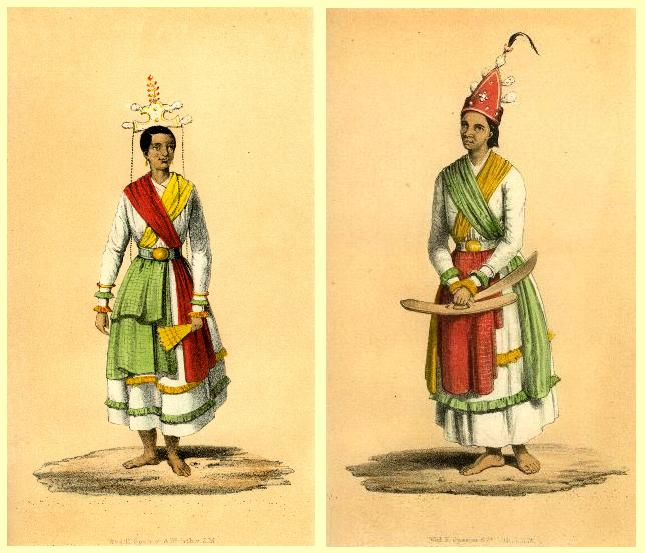
Горонтало (Целебес): танцюристи (ліворуч) і танцівниці (праворуч) раджі Горонтало

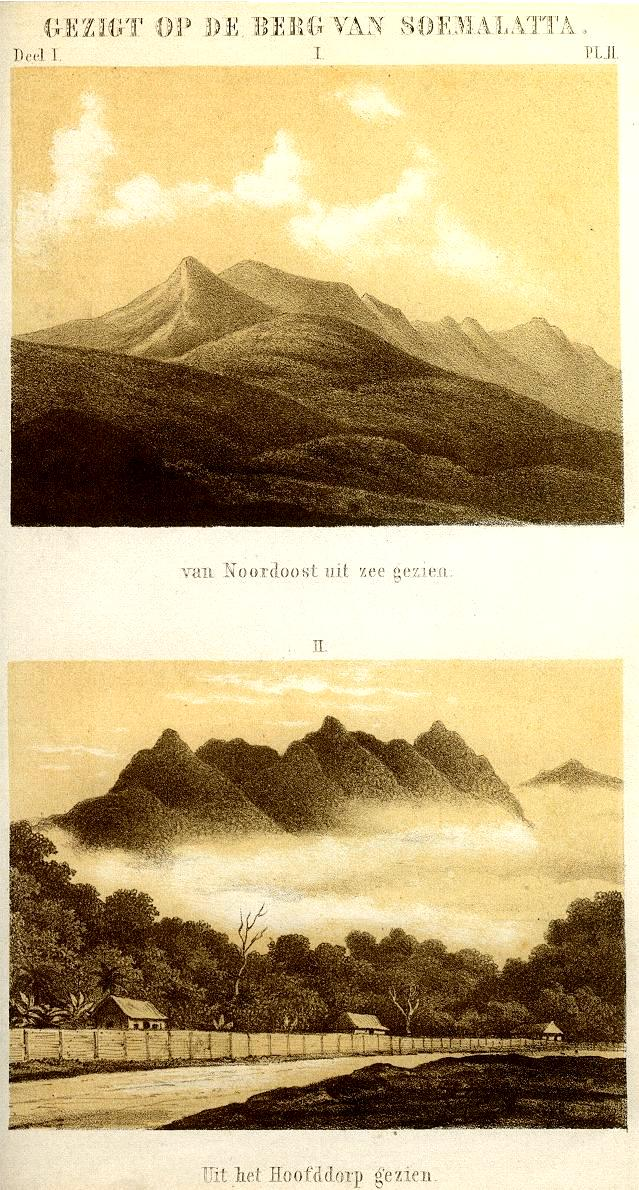
Два види на гору Соемалатта (Целебес).
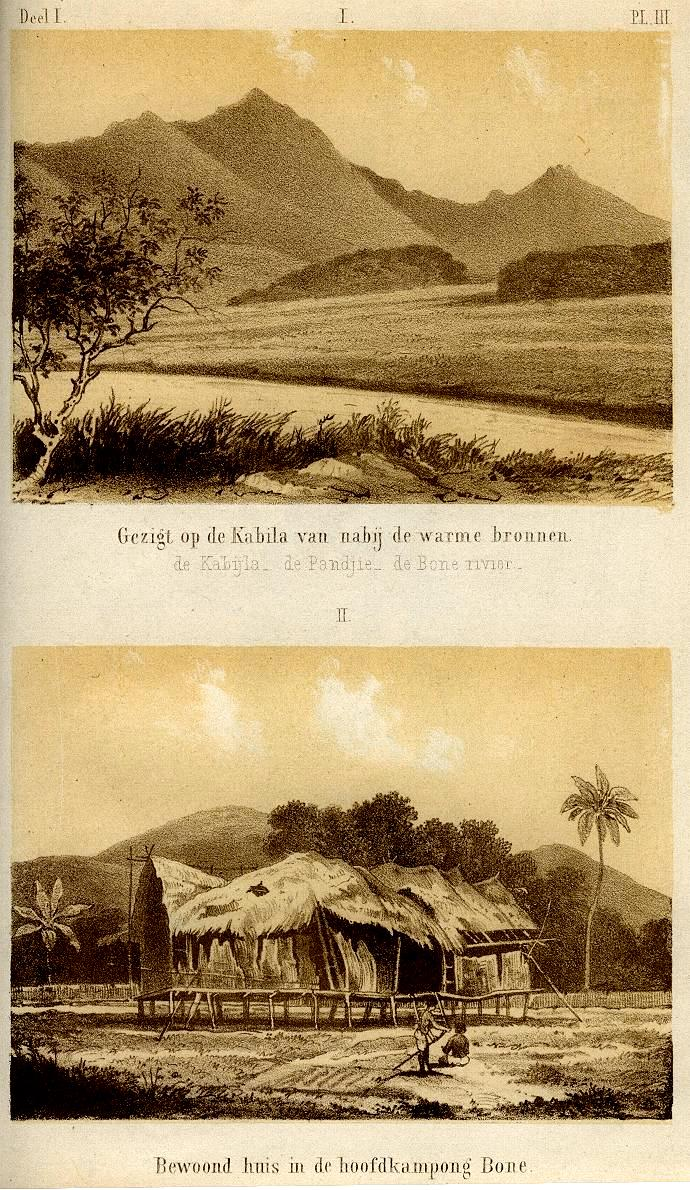
Вид на гору Кабіла, будинок у Боне (Целебес).

## Reistochten naar de Geelvinkbaai op Nieuw-Guinea

Ілюстрації з книги Reistochten naar de Geelvinkbaai op Nieuw-Guinea
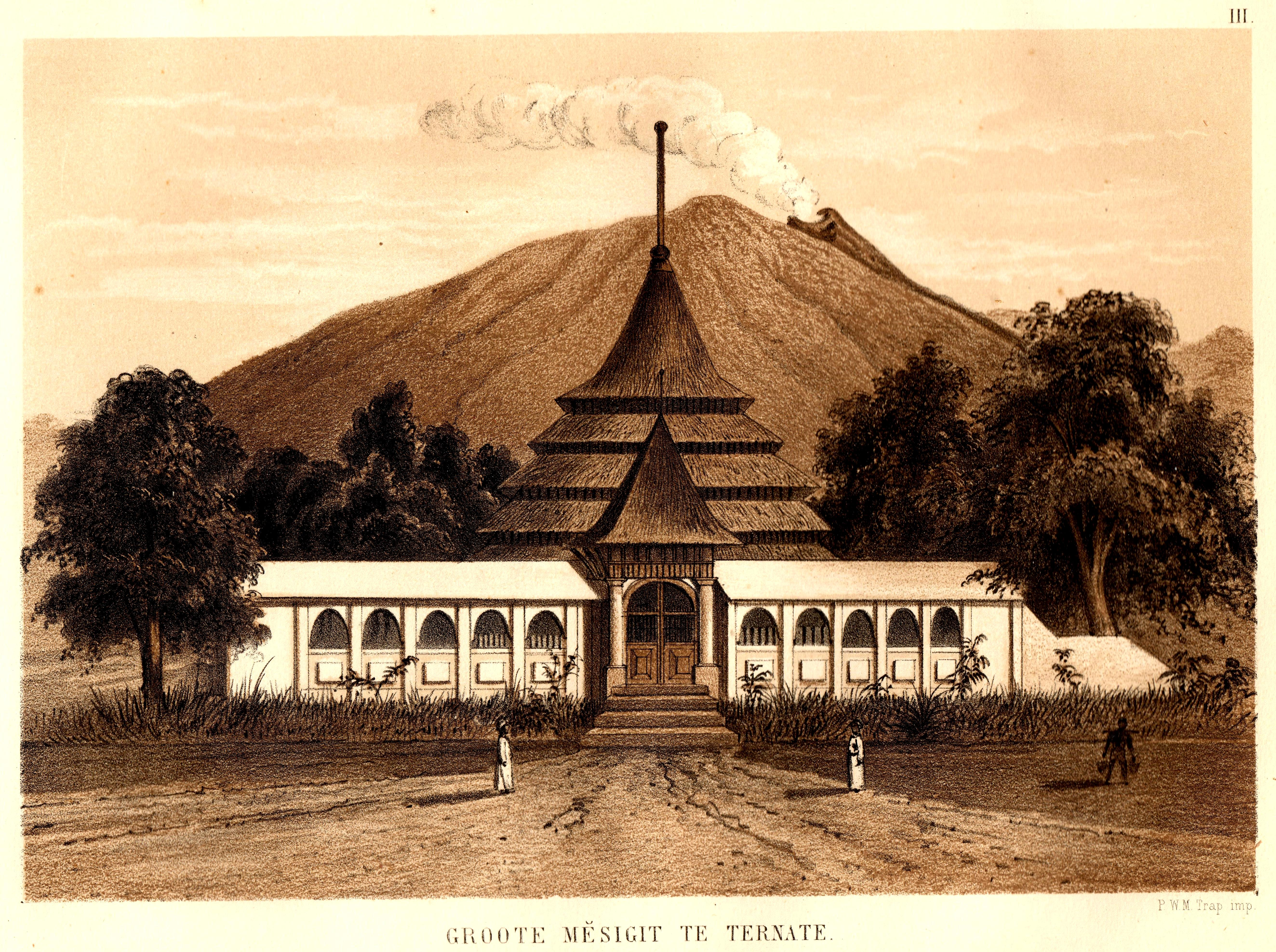
Велика мечеть на Тернате (Молуккські острови)
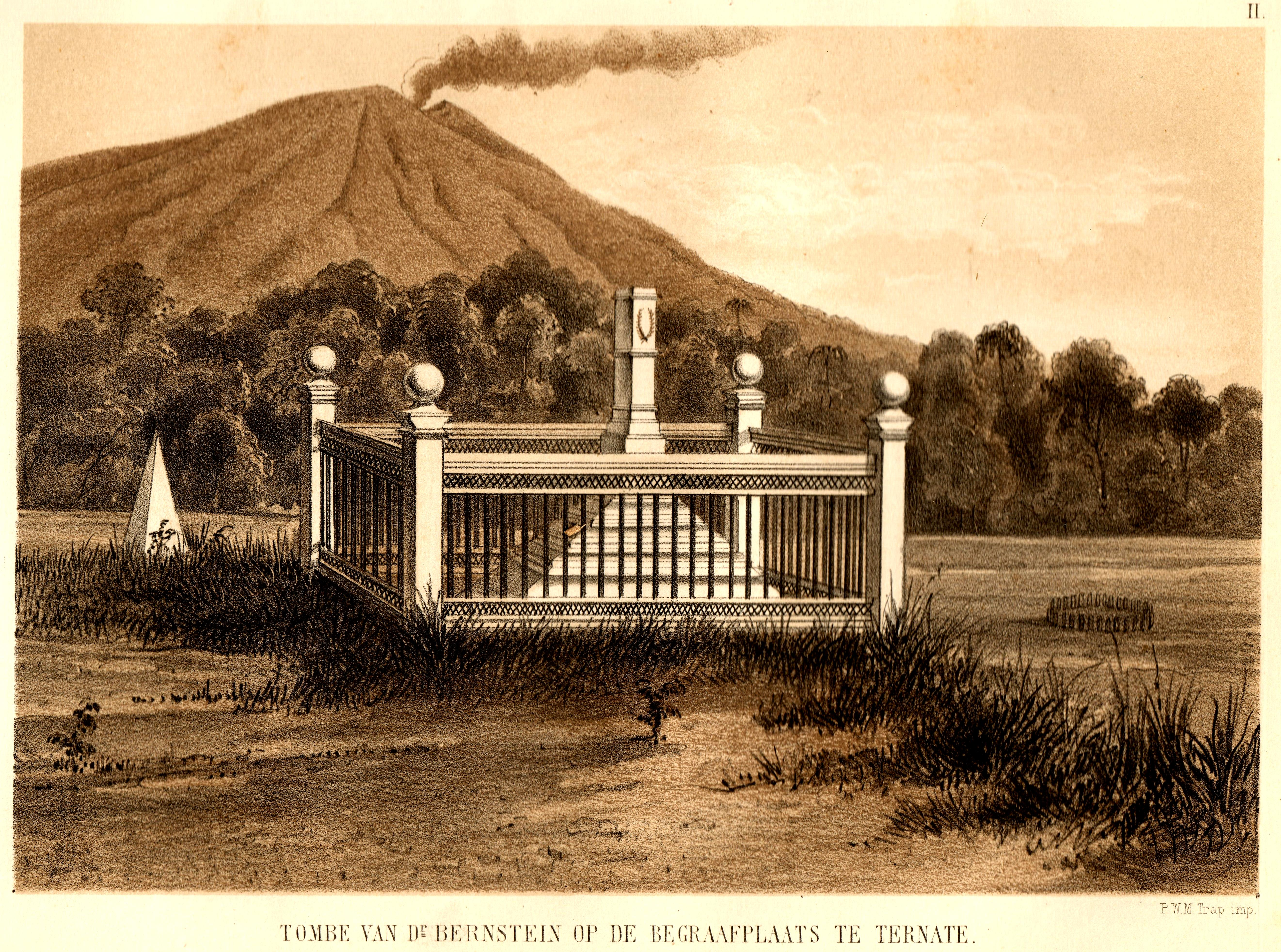
Могила молуккського дослідника Бернштейна на Тернате
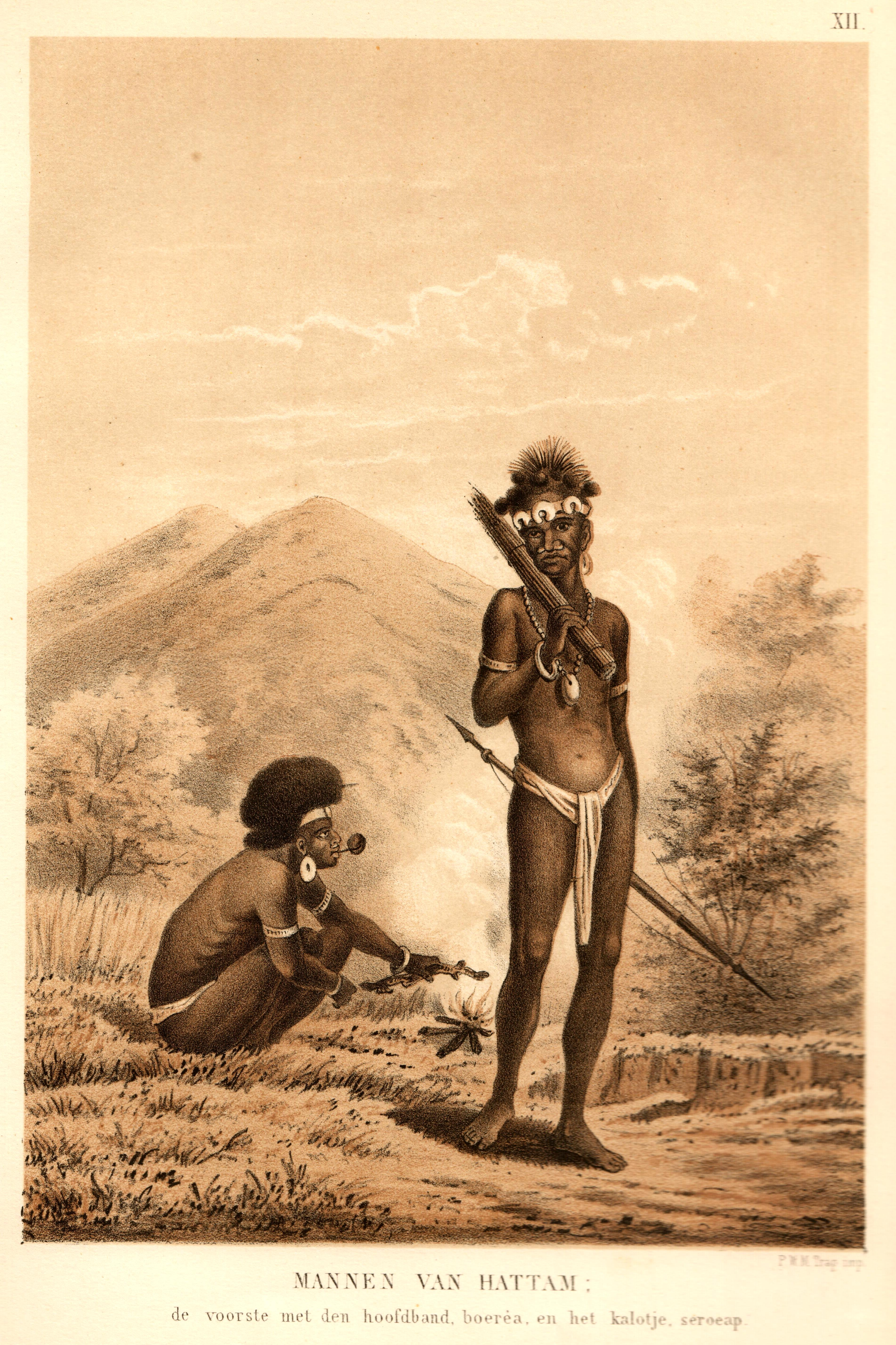
Чоловіки хаттама (Нова Гвінея)
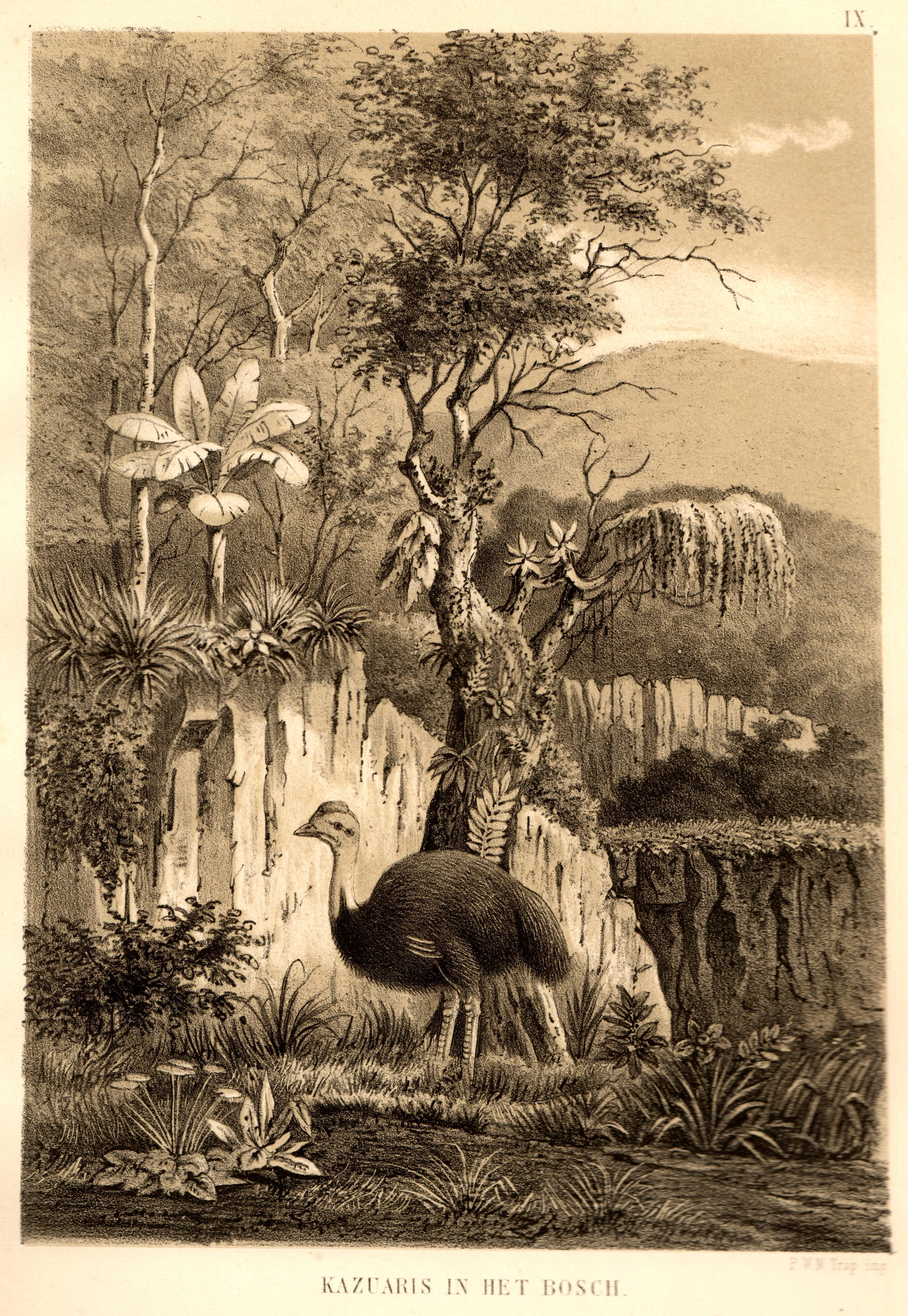
Казуар (Нова Гвінея)
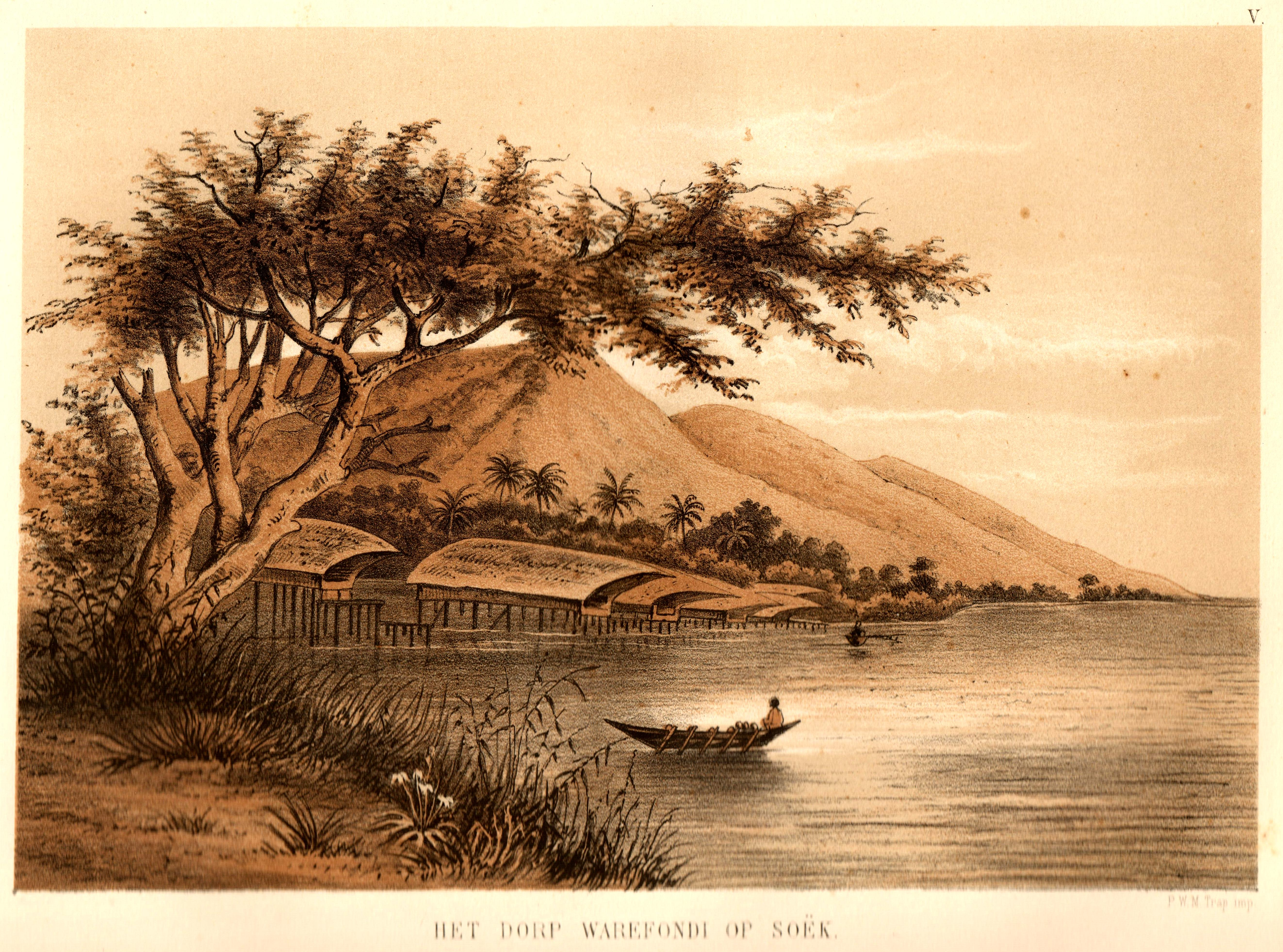
Село Варефонді (Нова Гвінея)
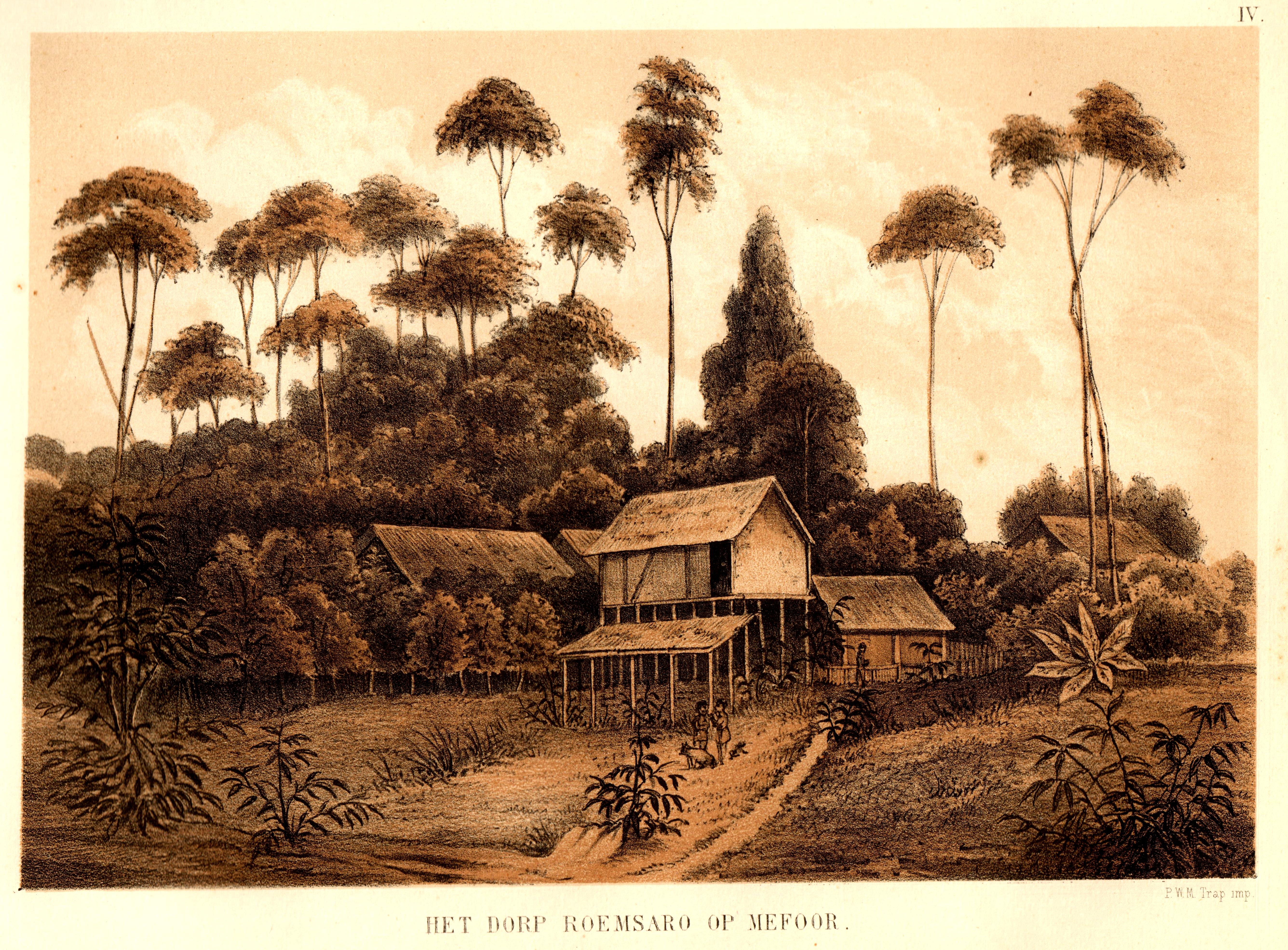
Село Роемсаро (Нова Гвінея)
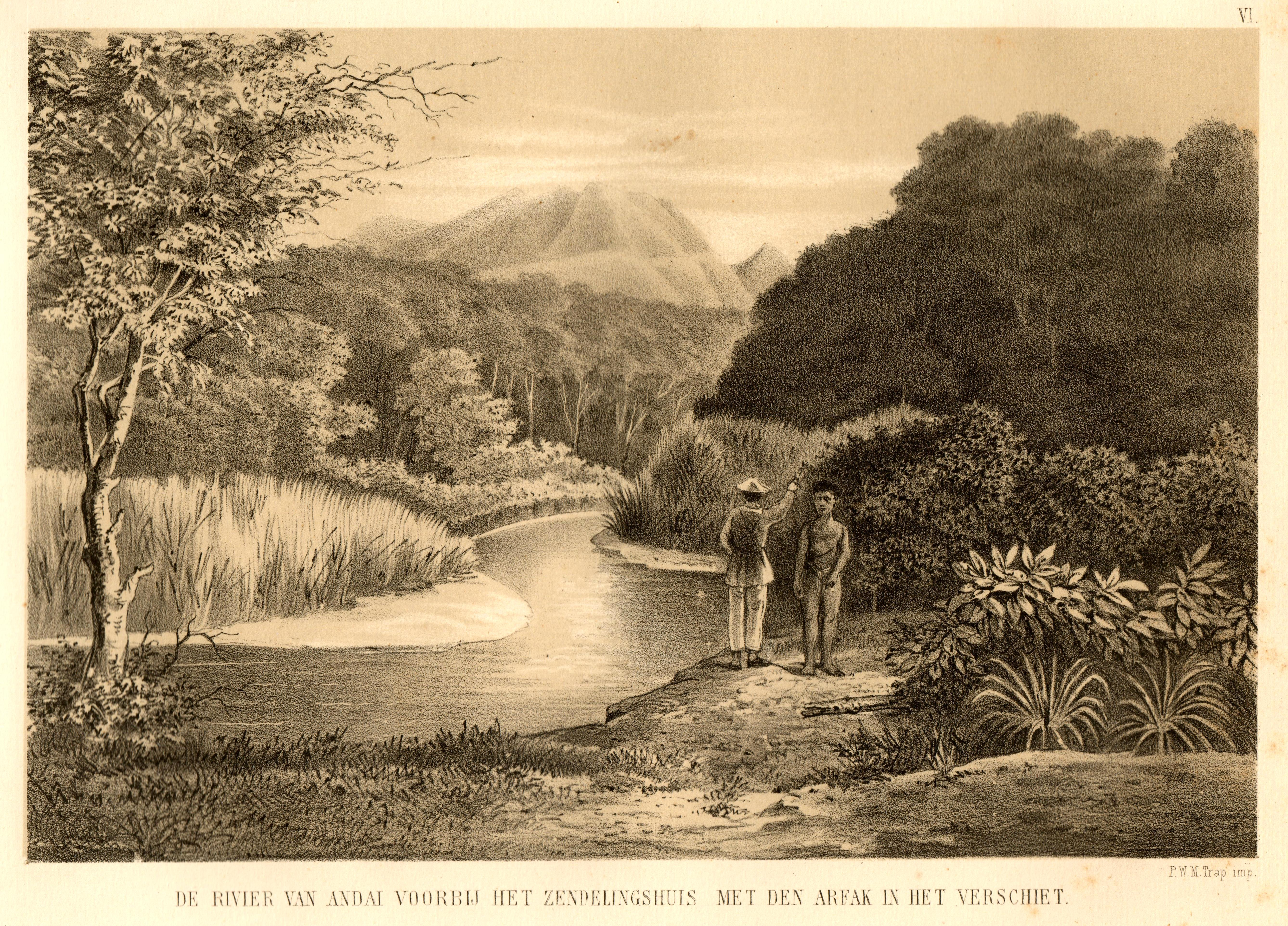
Річка Андай (Нова Гвінея)
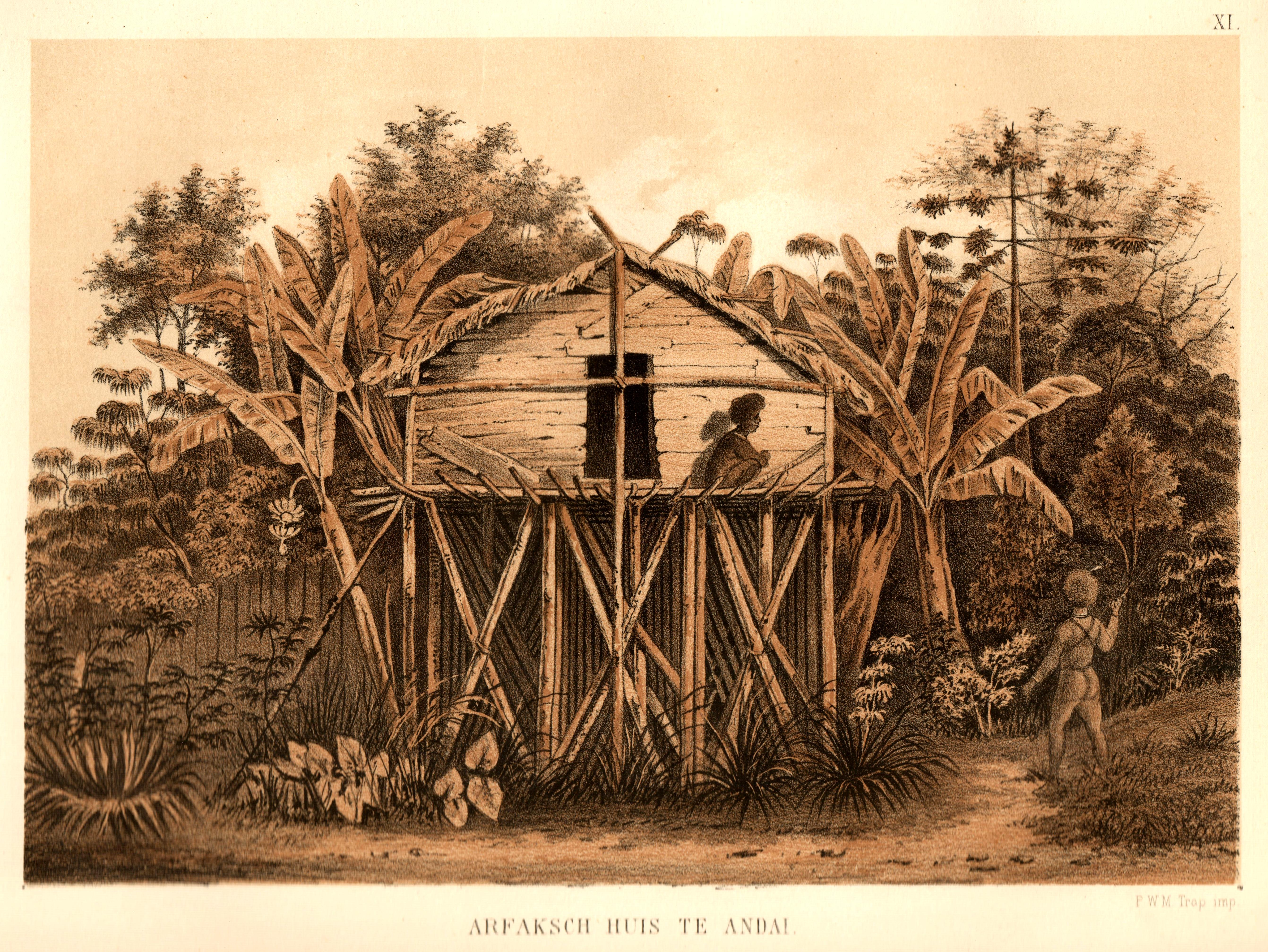
Будинок арфакійців в Андаї (Нова Гвінея)
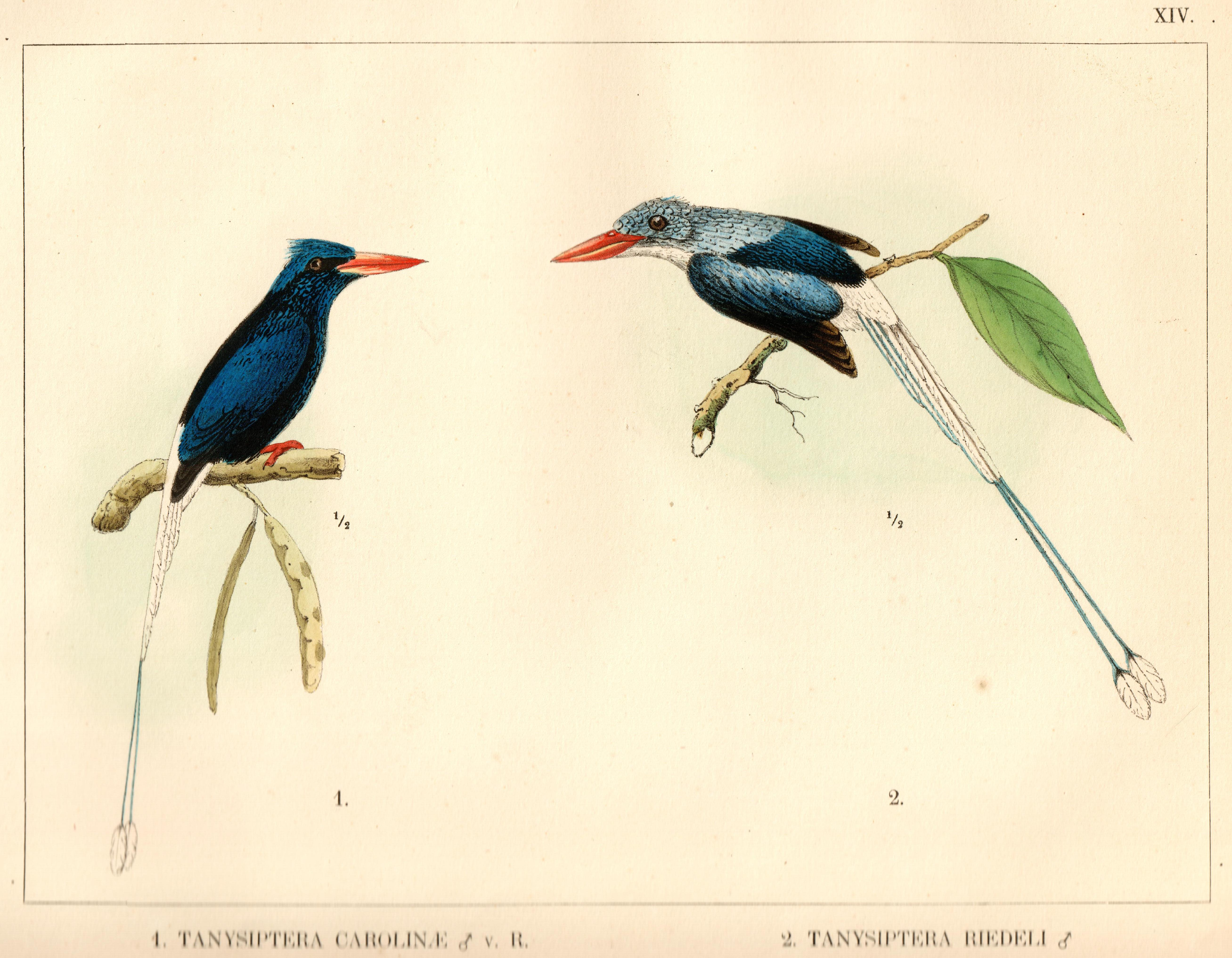
Птахи Нової Гвінеї